# Rue Comtesse
La rue Comtesse est une rue de Lille, dans le Nord, en France.

## Situation et accès
Située dans le quartier de Lille-Centre, la rue Comtesse relie l'avenue du Peuple-Belge à la rue de la Monnaie. Longue de 120 mètres, elle est perpendiculaire à la rue du Palais de Justice.

## Bâtiments remarquables et lieux de mémoire
La rue Comtesse comporte deux édifices sur son long.
- L'hospice Comtesse (aussi appelé hospice Notre-Dame) est un ancien hospice lillois dont l'essentiel des bâtiments date du XVIIe siècle. Les bâtiments du XVe et du XVIIe siècle ont été classés Monuments historiques par un décret du 14 avril 1923. Les façades et toitures de l'ensemble des autres bâtiments ont été classés Monuments historiques par arrêté du 26 février 1991[1].

- Le palais de justice. Construit sur l'emplacement de l'ancien palais de justice de 1839, il a été inauguré en 1970.